# Stade HNK Cibalia
 (juillet 2016).
Si vous disposez d'ouvrages ou d'articles de référence ou si vous connaissez des sites web de qualité traitant du thème abordé ici, merci de compléter l'article en donnant les références utiles à sa vérifiabilité et en les liant à la section « Notes et références ».
Le stade Cibalia est un stade de football situé à Vinkovci en Croatie où le club de football le HNK Cibalia joue et s'entraîne. Il a une capacité de 9 958 places.